# Mîlsk, Rojîșce
Mîlsk (în ucraineană Мильськ) este localitatea de reședință a comunei Mîlsk din raionul Rojîșce, regiunea Volînia, Ucraina.

## Demografie
Componența lingvistică a localității Mîlsk
     Ucraineană (100%)
Conform recensământului din 2001, toată populația localității Mîlsk era vorbitoare de ucraineană (100%).